# Actias luna
Este artículo es acerca de la especie Actias luna. Para otras clases de mariposa luna, ver Mariposa luna
La mariposa luna (Actias luna) es una especie de lepidóptero ditrisio de la familia Saturniidae. Es una mariposa nocturna de color verde lima, propia de la región Neártica.

## Etimología
Descrito y llamado Phalena plumata caudata por James Petiver en 1700, este fue el primer saturnido norteamericano en ser reportado en la literatura sobre insectos. El nombre latino inicial, que se traduce aproximadamente como "cola de plumas brillante", fue reemplazado cuando Carl Linnaeus describió la especie en 1758 en la décima edición de  Systema Naturae, y lo renombró como Phalaena luna, más tarde Actias luna, con luna derivado de Luna, la diosa romana de la luna. El nombre común se convirtió en "mariposa luna". Varias otras polillas de seda gigantes de América del Norte también recibieron nombres de especies después de la mitología romana o griega.

## Distribución
Actias luna habita en América del Norte desde el este de las Grandes llanuras en Estados Unidos hasta el norte de México y la parte oeste de Ontario a través de Quebec hacia Nueva Escocia en Canadá. Las mariposas lunares también se encuentran raramente en Europa occidental como divagante.

## Ciclo de vida

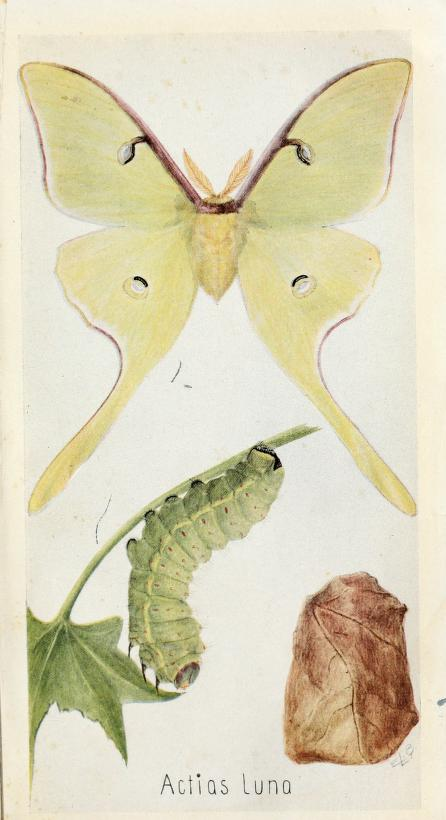
Ilustración de Edna Libby Beutenmullerde Field Book of Insects (1918)

Según en el clima donde viven, las mariposas luna producen diferente número de generaciones. En Canadá y las regiones del norte, las hembras viven entre 7 y 15 días y producen una generación por año; alcanza la fase adulta desde principios de junio a principios de julio. En el norte de Estados Unidos, alrededor de Nueva Jersey o Nueva York, estas mariposas producen dos generaciones cada año; las primeras aparecen en abril y mayo, y el segundo grupo aparece aproximadamente de 9 a 11 semanas después. En el sur de los Estados Unidos, puede producir hasta tres generaciones, espaciadas en periodos de 8 a 10 semanas empezando en marzo.

### Huevos
La hembra de Actias luna pone entre 100 y 300 huevos a la vez en el envés de las hojas. Los huevos incuban de 8 a 13 días dependiendo del clima.

### Larva
Cada fase toma alrededor de 5 semanas en ser completada. Después del nacimiento, las orugas tienden a congregarse en una planta nutricia. Las orugas mantienen una conducta gregaria los primeros dos a tres estadios, luego de esto tienden a estar separadas y vivir independientemente. Como toda las mariposas de la familia Saturniidae, las orugas pasan por 5 estadios antes de convertirse en pupas. Al final de cada estadio, una pequeña porción de seda es colocada en la base de una hoja, para que después la oruga lo use como ancla y así desprenderse de su antigua piel. Cuando llega al último estadio la oruga alcanza 9 centímetros de largo en promedio.

### Pupa
Antes de formar el capullo, la larva del quinto estadio expele el exceso de agua y líquidos. La larva hila un capullo fino, de una sola capa donde se transforma en pupa. La pupa es bastante activa, cuando se la molesta se mueve. El estadio de pupa lleva aproximadamente dos semanas a menos que el individuo entre en diapausa, al final de la estación. La diapausa está controlada por cambios en la iluminación solar y la temperatura.

### Adulto
El adulto emerge del capullo por la mañana. Extiende las alas bombeando fluidos corporales. Al principio las alas son muy débiles y después se edurencen. El proceso lleva dos horas. La envergadura es de ocho a quince cm. Las alas posteriores tienen una prolongación. Tienen ocelos que sirven para confundir a los predadores. El adulto carece de piezas bucales, no se alimenta y vive alrededor de una semana.

### Galería del ciclo de vida

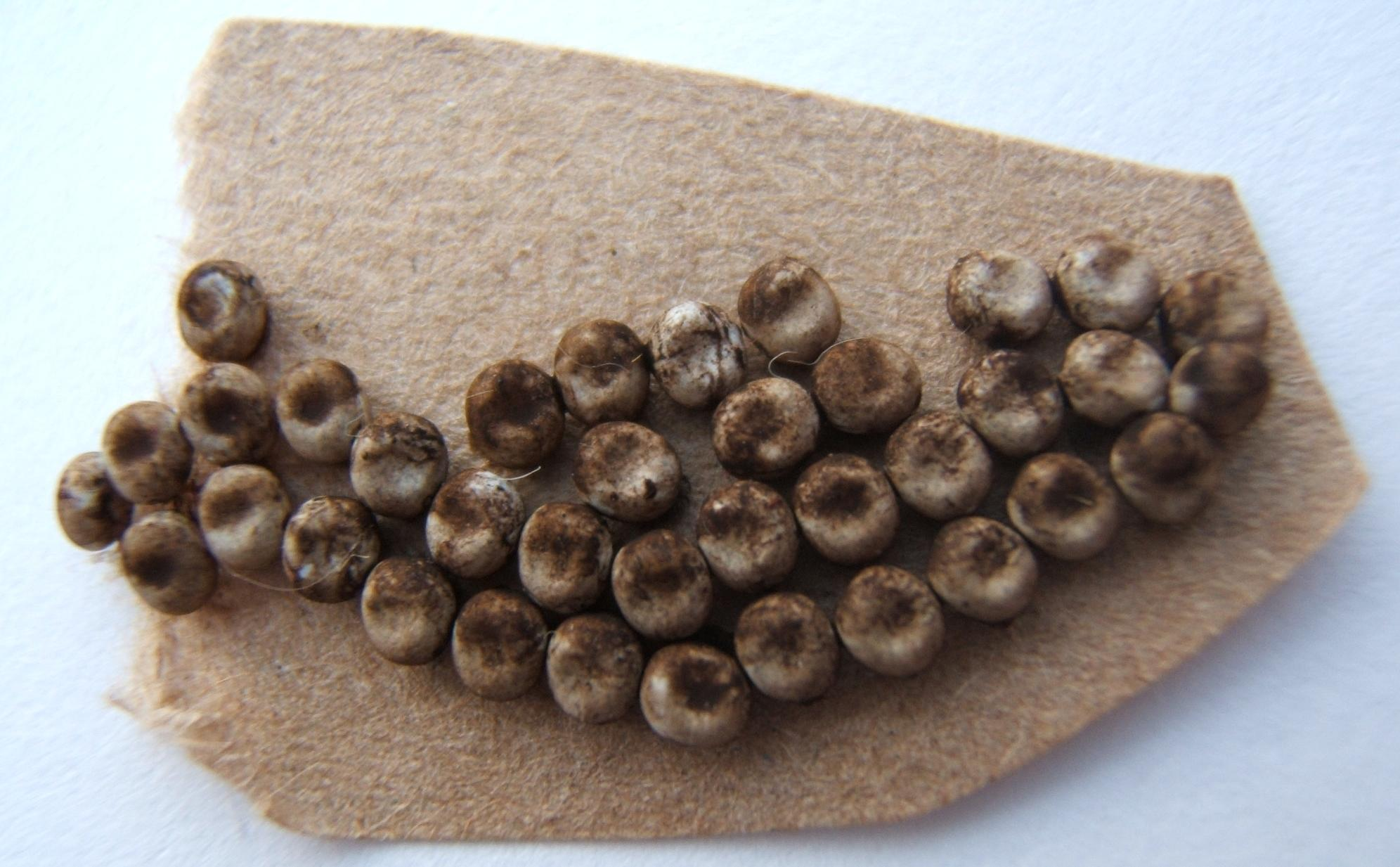
Huevos de hembras criadas en cautiverio, puestos en papel grueso
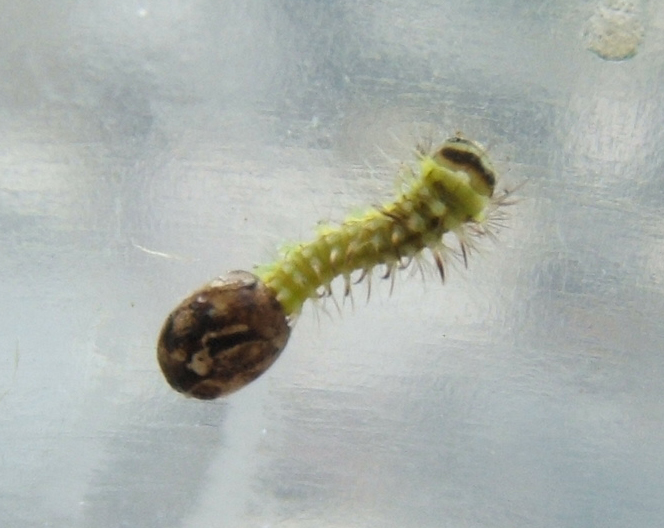
Eclosión de la larva
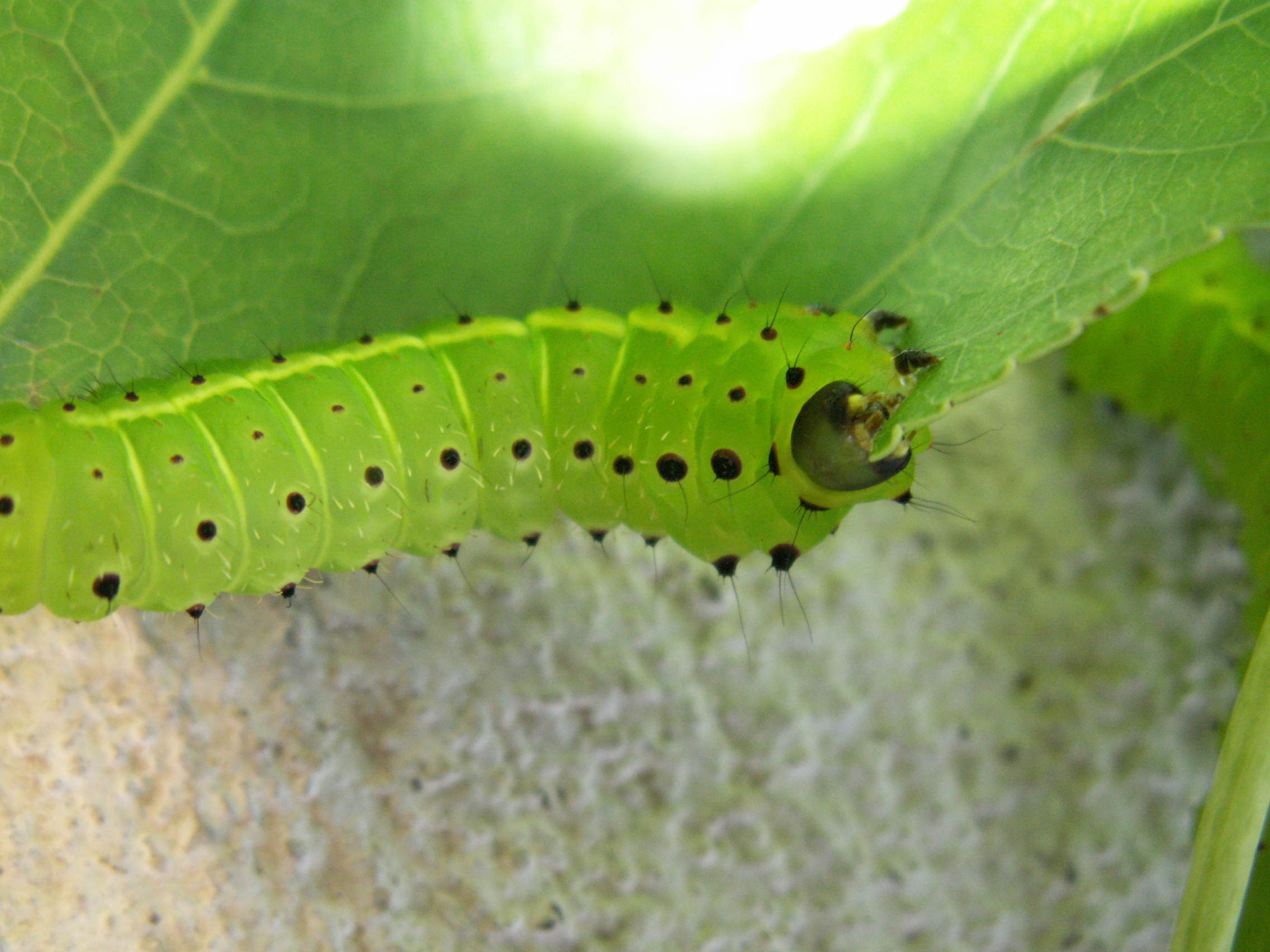
Larva de cuarto estadio. Las manchas también pueden ser amarillas o magentas.
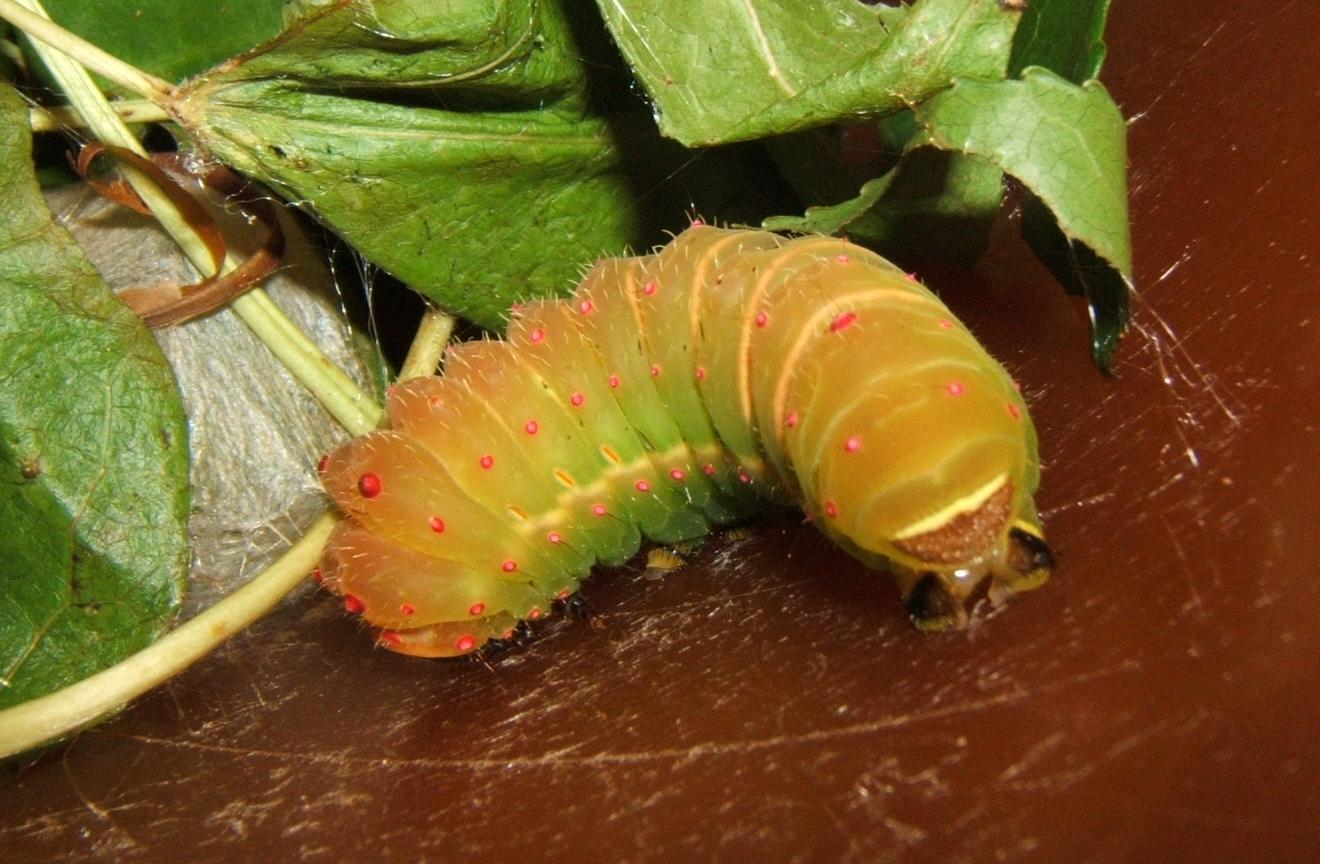
La larva del quinto estadio comienza a crear un capullo (observe las hebras de seda en las hojas)
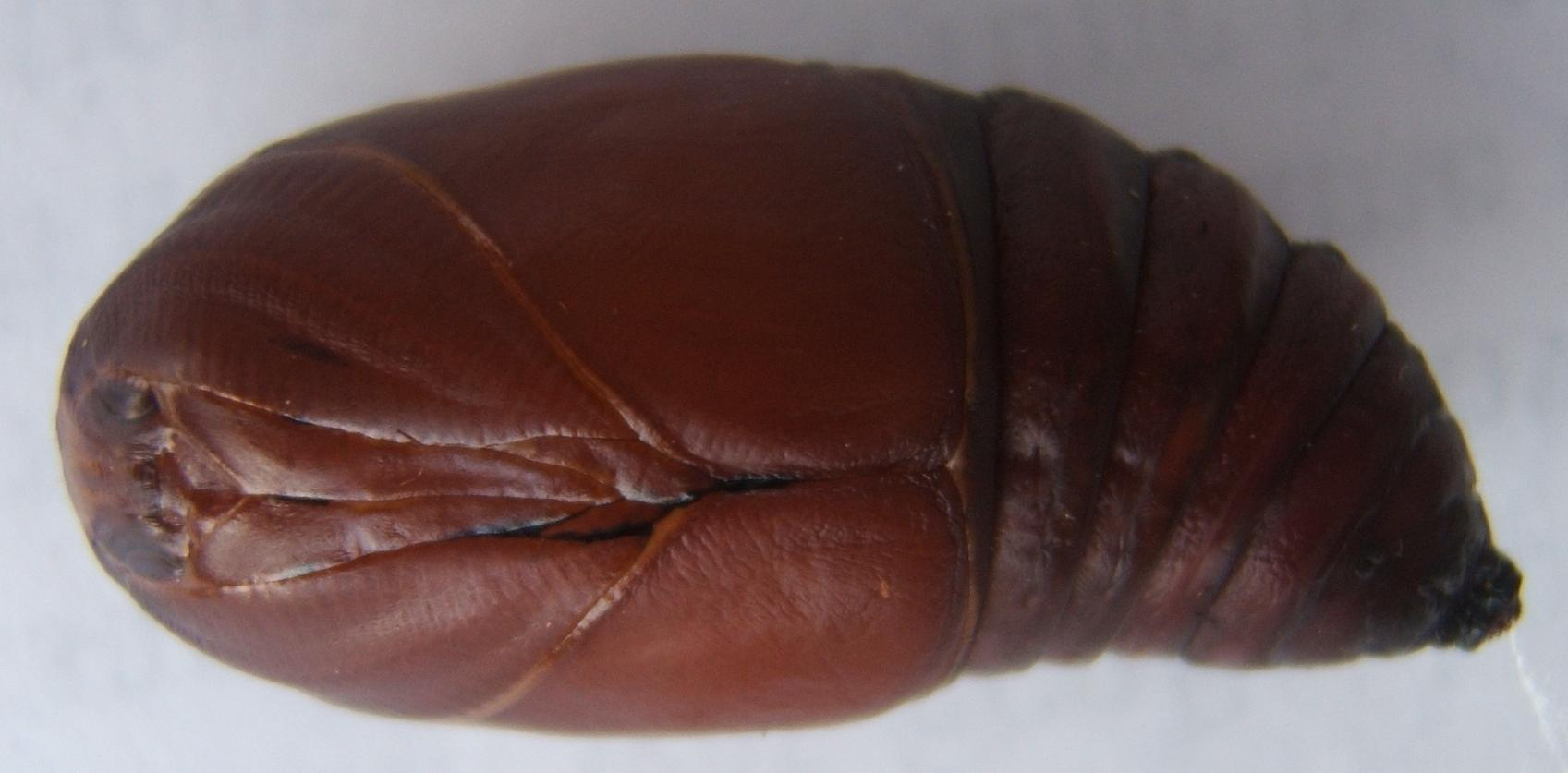
Pupa, sacada del capullo. Ojos visibles en la cabecera (izquierda)
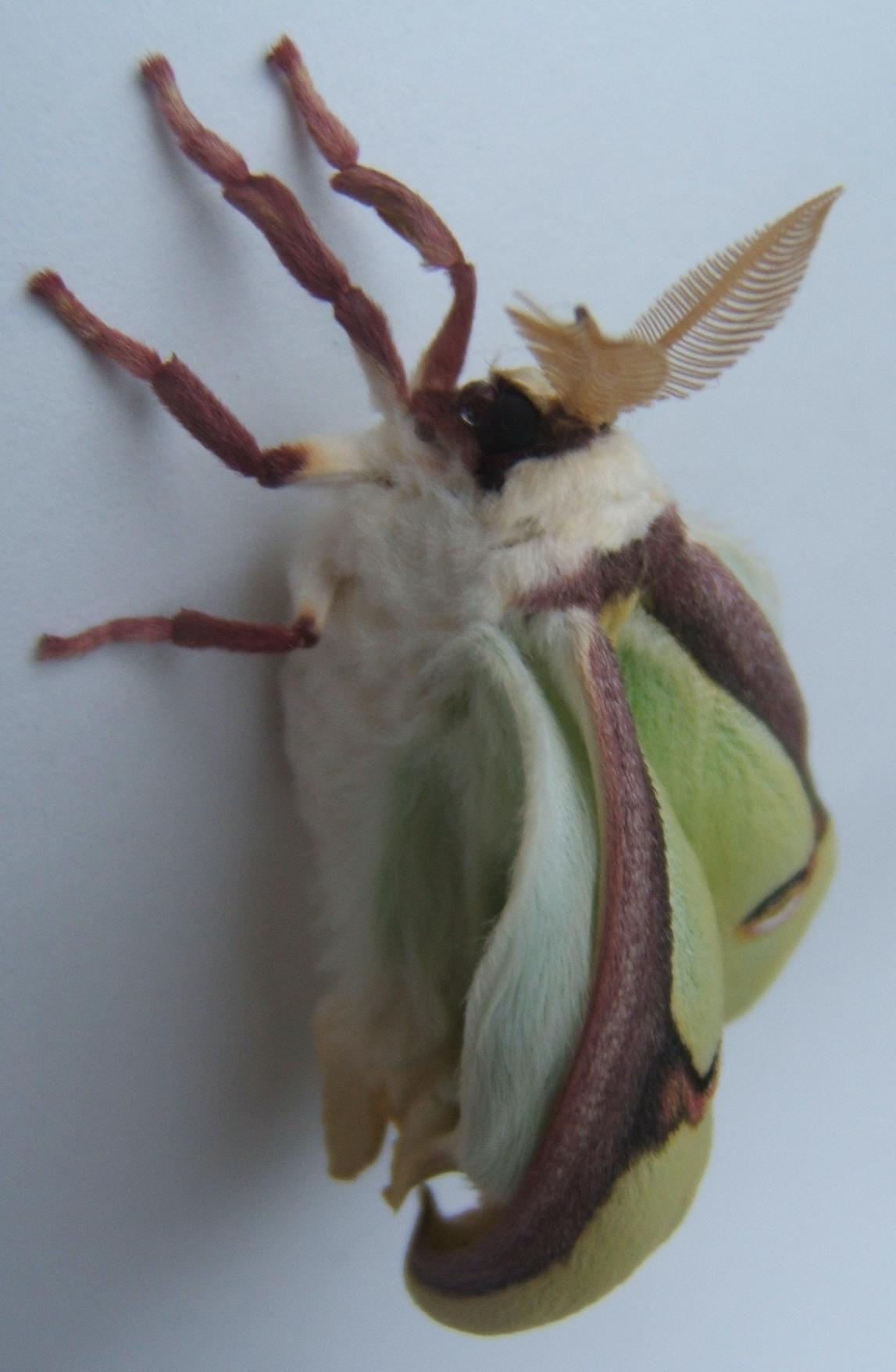
Alas que se secan y agrandan después de emerger de la pupa
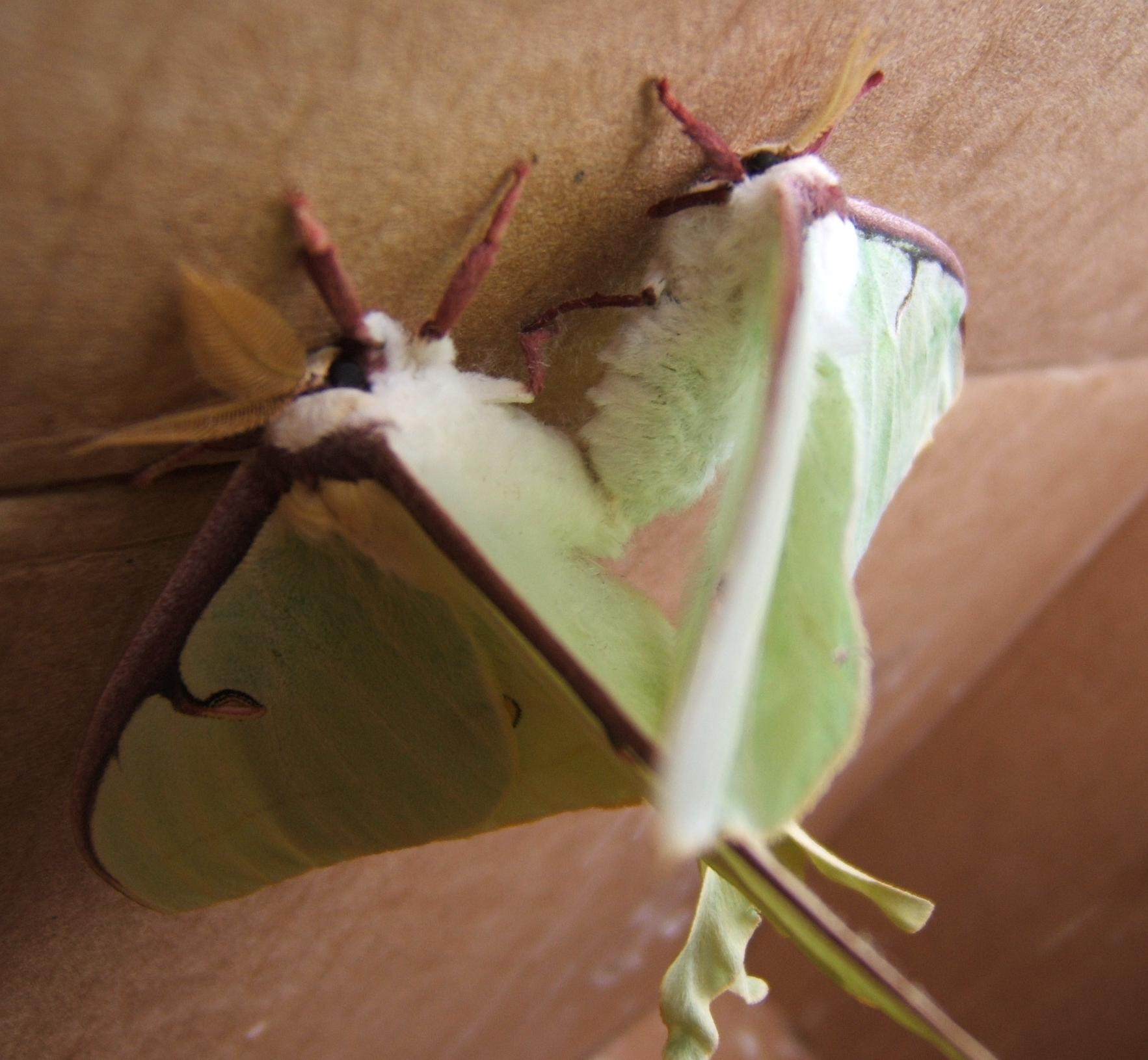
Imágenes de apareamiento (adultos alados). Macho, con antenas más grandes, a la izquierda

### Imágenes de primer plano

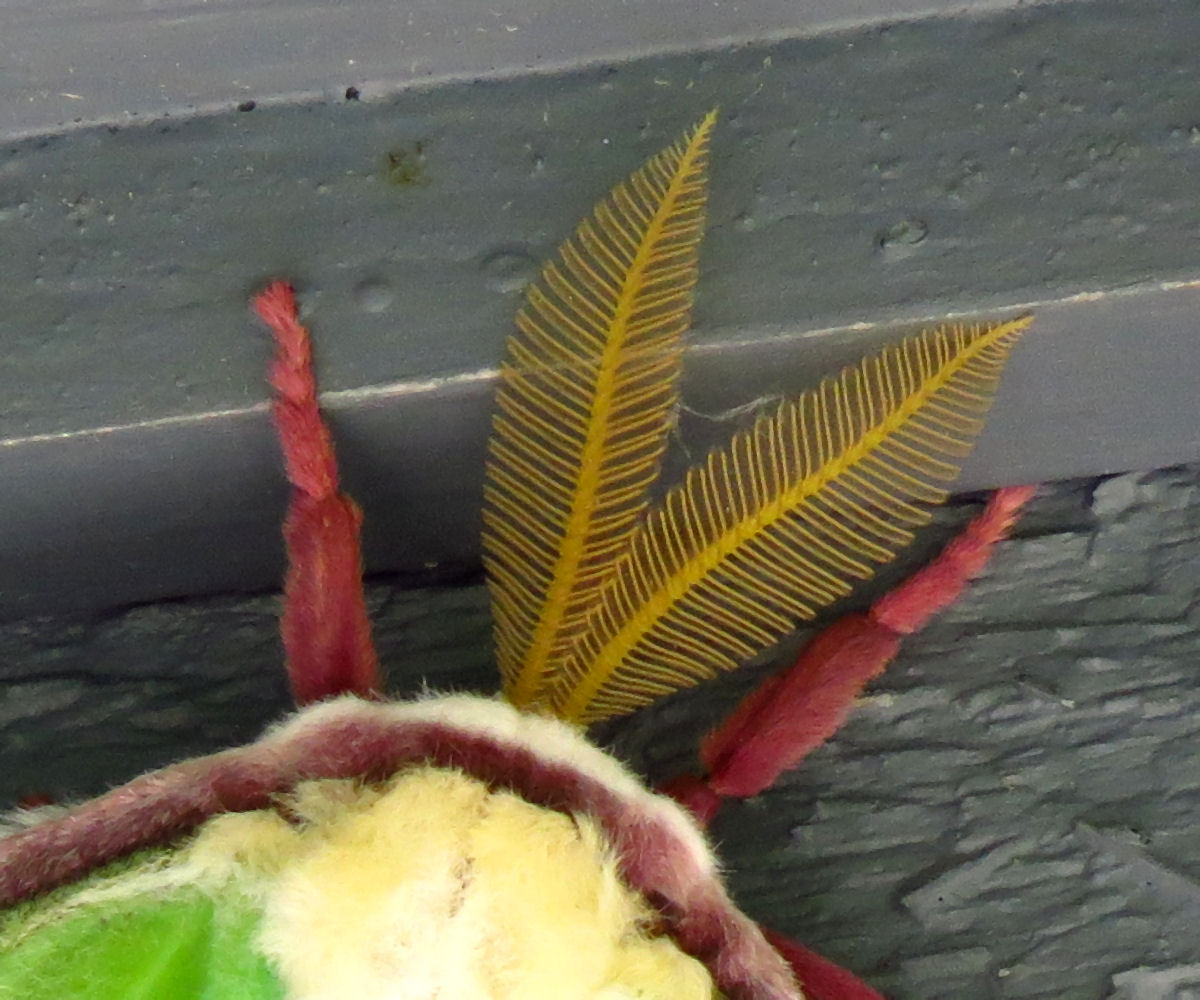
Antenas (macho)
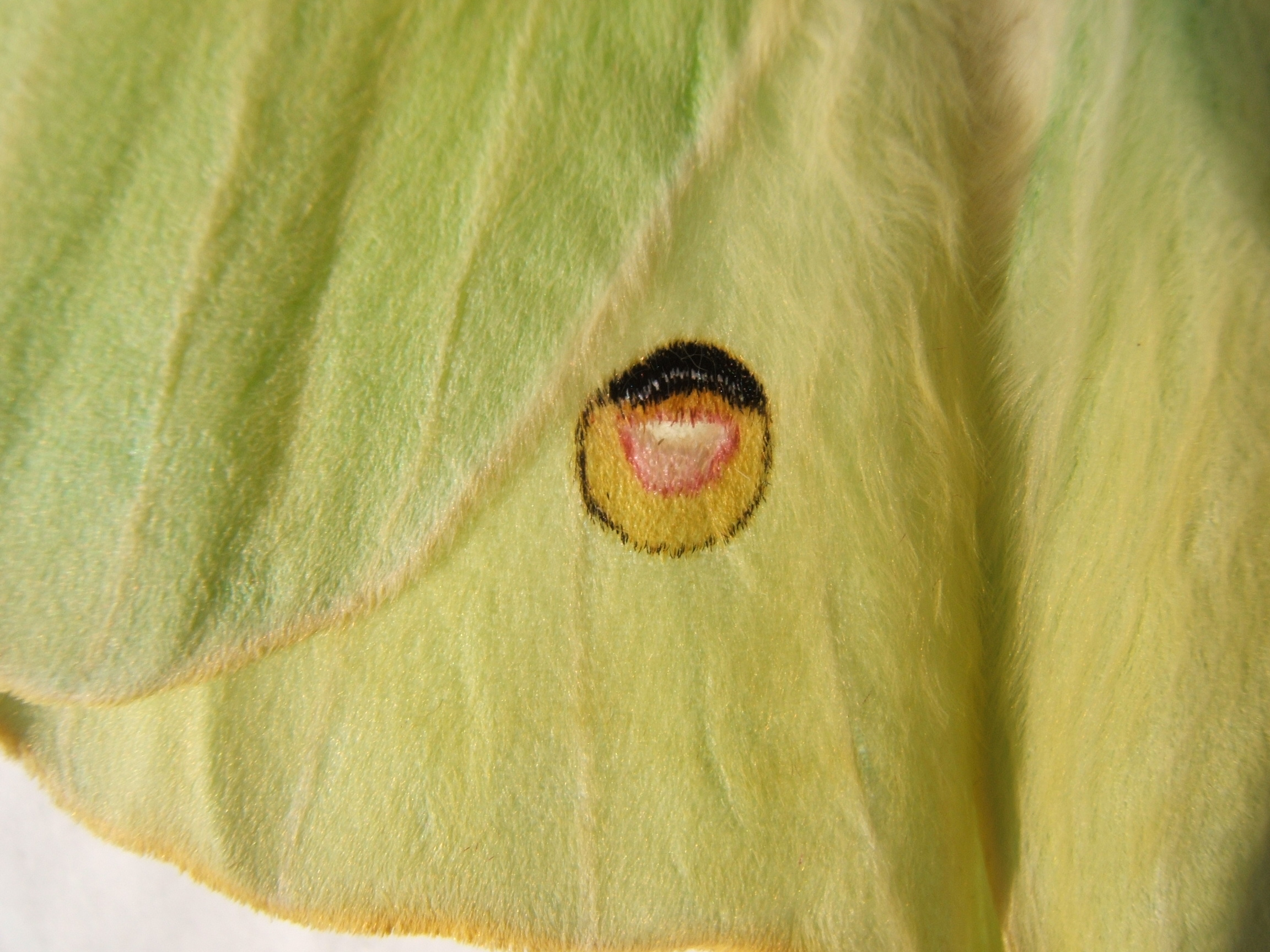
Mancha ocular en el ala trasera
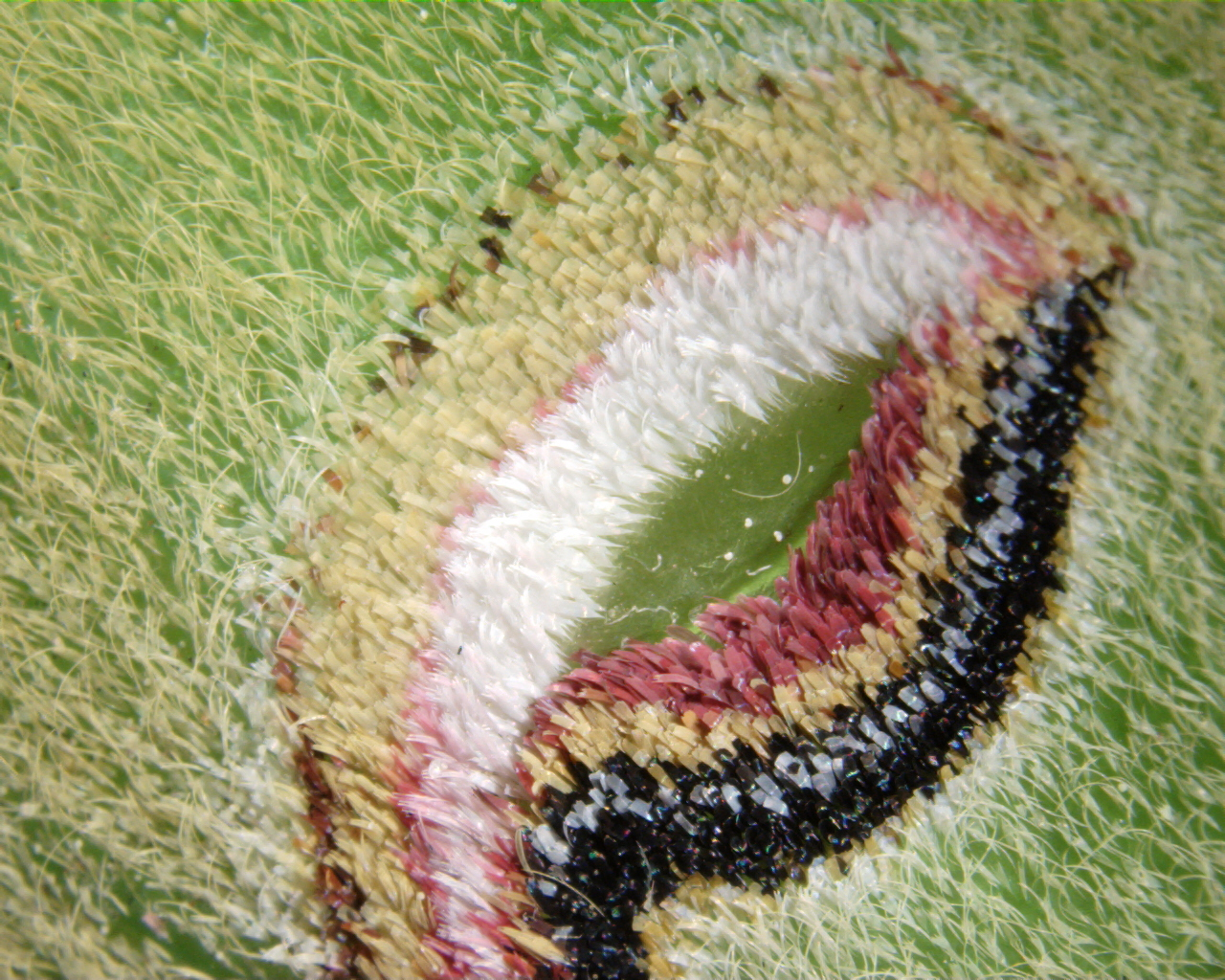
Mancha ocular en las alas anteriores
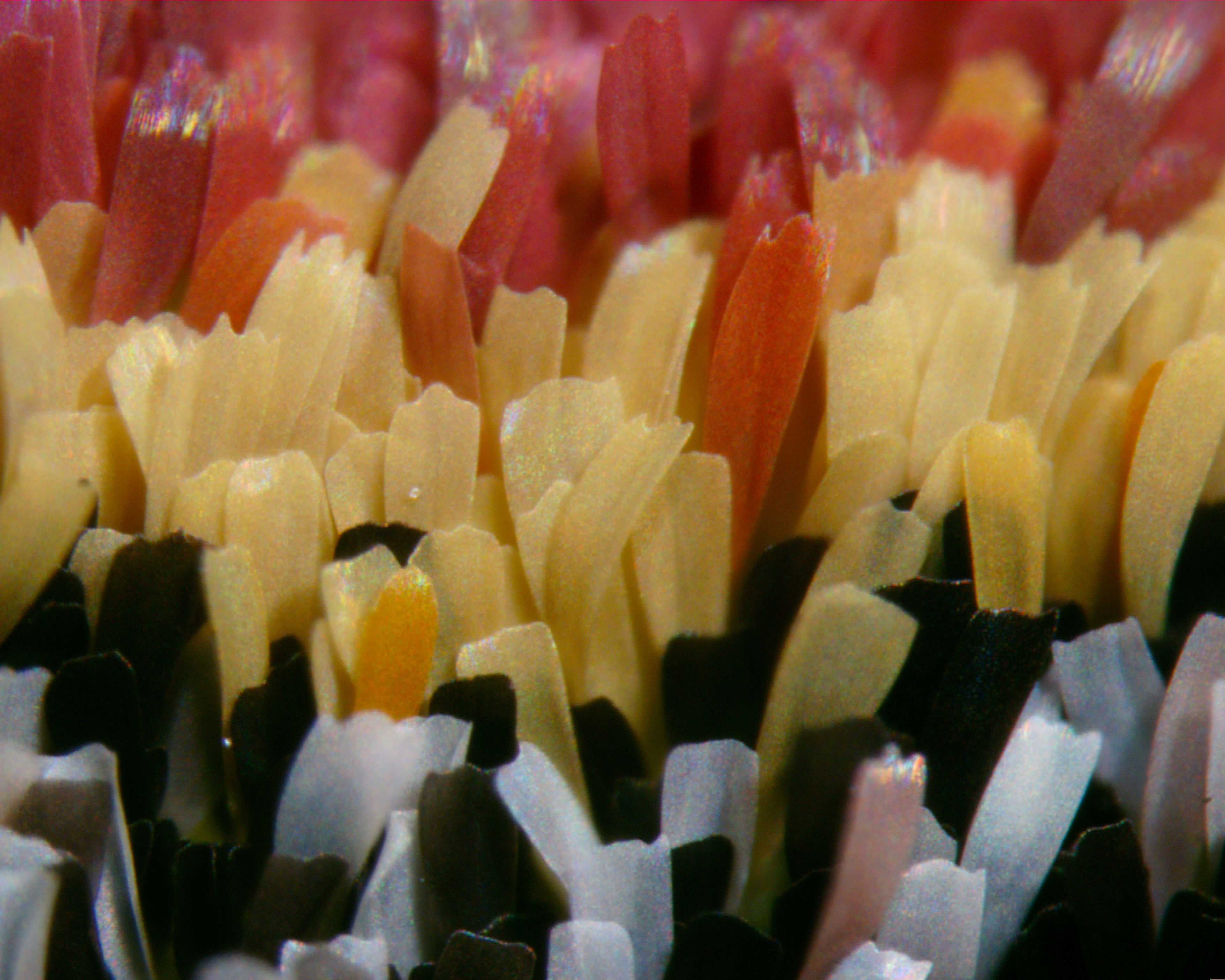
Primer plano extremo de escamas en la mancha ocular

## En la cultura popular
La mariposa luna apareció en un sello de primera clase de los Estados Unidos emitido en junio de 1987. Aunque más de dos docenas de mariposas han sido tan honradas, a partir de 2019 esta es la única polilla.
La banda de rock estadounidense R.E.M. hace referencia a las mariposas luna en su canción "You" de su álbum de 1994 Monster.
La banda Big Thief hace referencia a la mariposa luna en su canción "Strange" del álbum U.F.O.F. de 2019.
La mariposa luna apareció en Livingstone Mouse por Pamela Duncan Edwards. (ISBN 0060258691)

## Subespecies
- Actias luna azteca
- Actias luna luna